# GNU Findutils
GNU Find Utilities (или findutils) — пакет утилит поиска файлов.

## Программы входящие в findutils
- find — поиск файлов в одном или нескольких каталогах с использованием заданных пользователем критериев.
- locate — быстрый поиск файлов в одной или нескольких базах данных[4] имён файлов с использованием заданных пользователем критериев.
- updatedb — создание и/или обновление баз данных, используемых программой locate.
- xargs — формирование и исполнение команд на основании данных, считанных из стандартного ввода.